# Consolida hellespontica
Consolida hellespontica és una espècie de plantes amb flors del gènere dels esperons de la família de les ranunculàcies.

## Descripció
Consolida hellespontica és una petita planta anual herbàcia de poca alçada. La seva tija és erecta, senzilla, amb poques branques a la base i poc peluda. Les seves flors són de color porpra-violeta i tenen entre 2 a 3 flors. La seva època de floració és des del mes d'abril fina al juny.

## Distribució i hàbitat
Consolida hellespontica és endèmic del nord-est de Grècia, nord de la Grècia central, nord i sud de Pindhos i Sterea Hellas, on creix en camps de conreu abandonats i a les garrigues.

## Taxonomia
Consolida hellespontica va ser descrita per Soó i publicat a Feddes Repertorium Specierum Novarum Regni Vegetabilis 69: 55, a l'any 1964.
Etimologia
Vegeu:Consolida
hellespontica: epítet
Sinonímia
- Delphinium hellesponticum Boiss.
- Delphinium paphlagonicum Huth[3]